# William Thompson (arquer)
William Henry "Will" Thompson (Calhoun, Geòrgia, 10 de març de 1848 – Seattle, Washington, 10 d'agost de 1918) va ser un arquer estatunidenc que va competir durant el darrer terç del segle xix i els primers anys del segle xx.
El 1904 va prendre part en els Jocs Olímpics de Saint Louis, on va guanyar tres medalles del programa de tir amb arc. Va guanyar la medalla d'or en la prova de ronda per equips, com a membre de l'equiop Potomac Archers, i les de bronze en la ronda York i la ronda americana, en ambdós casos rere George Bryant i Robert Williams.